# 1504

## Esdeveniments
- L'escultor toscà Michelangelo Buonarroti acaba el David.
- França cedeix el Regne de Nàpols a la Corona d'Aragó.
- 26 de novembre: mor la reina Isabel I de Castella. Ferran II el Catòlic es converteix en regent de Joana la Boja, hereva de la corona castellana.[1]
- 17 de desembre - Granada (Andalusia): hi arriba el cadàver d'Isabel I de Castella per ser-hi enterrat, procedent de Medina del Campo, on la reina havia mort tres setmanes abans.

## Necrològiques
- 1 de març - Barcelona: Ferrer Nicolau de Gualbes i Desvalls, 42è President de la Generalitat de Catalunya
- 26 de novembre - Medina del Campo (Valladolid, Espanya): Isabel I de Castella la Catòlica.
- Garci Rodríguez de Montalvo, escriptor castellà, autor de la novel·la de cavalleries Amadís de Gaula.